# Pasadena Roof Orchestra
The Pasadena Roof Orchestra — британский биг-бэнд, основанный в 1969 году Джоном Арти. Репертуар оркестра составляют произведения таких музыкальных жанров, как джаз, рэгтайм и свинг, а также танцевальная музыка 1920—1930-х годов.

## История коллектива и творческий путь
Считается, что поводом к созданию The Pasadena Roof Orchestra послужили несколько сотен аранжировок для свинговых и танцевальных композиций, подаренных Джону Арти после того, как он разместил объявления по всему Манчестеру о наборе музыкантов в ансамбль. Арти был булочником и не имел профессионального музыкального образования, однако, играл на контрабасе и сузафоне. Вместе со своими друзьями он и создал The Pasadena Roof Orchestra, взяв на себя роль руководителя. Название оркестру дала любимая песня Арти «Home in Pasadena», написанная Гарри Уорреном. Первая репетиция биг-бэнда состоялась 3 ноября 1969 года.
К 1974 году The Pasadena Roof Orchestra добились определённой популярности и выпустили свою первую пластинку, которая так и называлась: «The Pasadena Roof Orchestra», в 1975 году она была представлена на музыкальной выставке MIDEM в Каннах. В последующие годы биг-бэнд много гастролировал, музыканты побывали в Турции, Гонконге, ОАЭ, Финляндии, Ирландии, Малайзии, а также Германии, где публика принимала оркестр особенно тепло. Коллектив давал концерты в Royal Festival Hall в Лондоне, музыкальном зале Musikhalle в Гамбурге, Театре принца-регента в Мюнхене, принимал участие в джазовом фестивале в Монтре. В США The Pasadena Roof Orchestra выступали с гастролями два раза: в 1993 и 2001 годах.
Биг-бэнд также был задействован в записи саундтреков к фильмам, в частности, «Прекрасный жиголо, бедный жиголо» (1979) с Дэвидом Боуи и Марлен Дитрих, «Сахара» (1983) с Брук Шилдс и «Комедийные гармонисты» (1997) режиссёра Йозефа Фильсмайера.
В 1990-х The Pasadena Roof Orchestra записали несколько композиций совместно с The Swing Sisters, а в 2000-х начали сотрудничать и с представителями поп-сцены, в том числе с Брайаном Ферри и Робби Уильямсом.
Несмотря на частую смену музыкантов и солистов, оркестр с самого начала оставался верен своему стилю, который заключался в исполнении раннего свинга, синкопированного фокстротного ту-бита, салонно-танцевальной музыки, свит-джаза, диксиленда, а также классических джазовых стандартов, таких как «Puttin’ on the Ritz», «Tiger Rag», «Georgia on My Mind», «Bei mir bist du schön» и «Singin’ in the Rain».

## Участники
- Джон Арти (основатель, руководитель коллектива, 1969—1997)
- Тони Кук (труба, 1969—1975)
- Джозефин Гурр (саксофон, кларнет, 1969—1972)
- Крис МакДональд (саксофон, кларнет, аранжировки, 1969—1974)
- Джон Пэрри (вокал, 1969—1976)
- Дэйв Прайс (банджо, 1969—1971)
- Джейк Спэлдинг (труба, 1969—1973)
- Барри Тайлер (перкуссия, ударные, 1970)
- Бил Триггс (банджо, 1971—1972)
- Том Колберт (фортепьяно, 1972)
- Альберт Сэдлер (банджо, 1972—1975)
- Питер Бересфорд (скрипка, 1972—1975)
- Джон Брайт (банджо, 1972—1975)
- Кен Хьюз (альт-саксофон, 1972—1975)
- Боб Ренвойз (тромбон, аранжировки, 1972—1987)
- Энди Паммель (саксофон, кларнет, 1972—1996)
- Стэн Ивсон (фортепьяно, 1974)
- Дэрек Джонс (ударные, 1974)
- Дэвид Мэннинг (труба, 1974)
- Клайв Пэйн (тенор-саксофон, 1974)
- Барри Уильямс (скрипка, 1975—1978)
- Клайв Бейкер (труба, 1976—1984)
- Джон Баррон (банджо, гитара, 1977)
- Боб Хант (тромбон, 1977 и 1988)
- Майкл Генри (труба, корнет, флюгельгорн, 1978—1990)
- Робин Меррилл (вокал, 1979—1988)
- Дэй Притчард (саксофон, кларнет, с 1981)
- Кейт Геммель[англ.] (саксофон, кларнет, вокал, аранжировки, 1983—1997)
- Джон Саттон (ударные, руководитель, 1985—2005)
- Роберт Фоулер (саксофон, кларнет, с 1987)
- Майкл Холмс (вокал, фортепьяно, 1987—1991)
- Энрико Томассо (труба, корнет, флюгельгорн, вокал, 1987—1993)
- Дункан Гэллоуэй (вокал, 1988—1994, с 2002)
- Питер Уоррен (банджо, гитара, 1989)
- Стивен Шо (вокал, тромбон, 1989—2002)
- Шон Мойзес (банджо, гитара, 1990)
- Грэхэм Робертс (банджо, гитара, 1990—1999 и с 2007)
- Малкольм Бакстер (труба, с 1991)
- Саймон Таунли[англ.] (фортепьяно, аранжировки, с 1992)
- Дэвид Форд (труба, с 1996)
- Джеймс Лэнгтон (руководитель, вокал, 1996—2002)
- Дэн Хаммертон (труба, 1996—2002)
- Джеймс Сканнелль (саксофон, кларнет, 1997—2001)
- Дэвид Берри (контрабас, сузафон, туба, с 1998)
- Ник Пэйтон (саксофон, кларнет, 1998—2002)
- Эндрю Куц (банджо, гитара, 1999—2002)
- Оливер Уилби (саксофон, кларнет, с 2002)
- Чарли Бейкер (вокал, 2002)
- Луис Кукман (вокал, 2002)
- Пол Джонс (альт-саксофон, кларнет, 2002)
- Джеймс Пирсон (фортепьяно, 2002)
- Стив Кальдштад (саксофон, кларнет, 2002—2007)
- Эдриэн Фрай[англ.] (тромбон, с 2011)

## Избранная дискография
- The Pasadena Roof Orchestra (1974)
- Good News (1975)
- On Tour (1975)
- Isn’t It Romantic (1976)
- The Show Must Go On (1977)
- A Talking Picture (1978)
- Anthology (1978)
- Night Out (1979)
- Crazy Words, Crazy Tunes (1982)
- Happy Feet (1987)
- …Steppin' Out (1989);
- 42nd Street (1990)
- Breakaway (1991)
- The Collection (1992)
- 25th Anniversary Album (1993)
- Rhythm is our Business (1996)
- The Best of the Pasadena Roof Orchestra: Lullaby of Broadway (1997)
- Home in Pasadena: Very Best of the Pasadena Roof Orchestra (1998)
- Swing That Music! (1998)
- 30th Anniversary (2001)
- Here & Now (2002)
- Roots of Swing (2008)
- Licensed To Swing (2011)